# High Potential
High Potential es una serie de televisión estadounidense de drama creada por Drew Goddard para ABC. Está basada en la serie de televisión francesa de 2021 ACI. La serie se estrenó el 17 de septiembre de 2024. En enero de 2025, la serie fue renovada para una segunda temporada.

## Premisa
La serie se centra en Morgan, una madre soltera con tres hijos que trabaja limpiando para el Departamento de Policía de Los Ángeles. También es una intelectual de alto potencial, con un coeficiente intelectual de 160. Tras resolver un caso utilizando su mente poco convencional, se convierte en asesora de la división de Delitos Graves de la policía de Los Ángeles.
Una subtrama implica a Morgan utilizando la ayuda y los recursos de la policía de Los Ángeles para averiguar qué le ocurrió a su primer novio, Roman, el padre de su hija mayor Ava, que desapareció cuando Ava era una bebé.

## Elenco y personajes

### Principales
- Kaitlin Olson como Morgan
- Daniel Sunjata como Karadec
- Javicia Leslie como Daphne
- Deniz Akdeniz como Lev «Oz» Osman
- Amirah J como Ava
- Matthew Lamb como Elliot
- Judy Reyes como Selena

### Recurrente
- Taran Killam como Ludo Radovic
- Garret Dillahunt como Teniente Melon
- J.D. Pardo como Tom

## Episodios
| N.º | Título                               | Dirigido por             | Escrito por                                                                         | Fecha de emisión original | Audiencia (millones) |
| --- | ------------------------------------ | ------------------------ | ----------------------------------------------------------------------------------- | ------------------------- | -------------------- |
| 1   | «Pilot»                              | Alethea Jones            | Drew Goddard                                                                        | 17 de septiembre de 2024  | 3.59                 |
| 2   | «Dancers in the Dark»                | Marc Webb                | Todd Harthan y Marc Halsey                                                          | 24 de septiembre de 2024  | 3.68                 |
| 3   | «Dirty Rotten Scoundrel»             | Rebecca Asher            | Dennis Saldua                                                                       | 8 de octubre de 2024      | 3.78                 |
| 4   | «Survival Mode»                      | Pete Chatmon             | Andrea M. Scott y Marc Halsey                                                       | 15 de octubre de 2024     | 3.36                 |
| 5   | «Croaked»                            | Daisy von Scherler Mayer | Diane Ruggiero-Wright                                                               | 22 de octubre de 2024     | 3.60                 |
| 6   | «Hangover»                           | Rebecca Asher            | Kassia Miller y Myung Joh Wesner                                                    | 29 de octubre de 2024     | 3.09                 |
| 7   | «One of Us»                          | James Roday Rodríguez    | Guion de: Marc Halsey Historia de: Marc Halsey, Jordana Lewis Jaffe y Dennis Saldua | 12 de noviembre de 2024   | 3.36                 |
| 8   | «Obsessed»                           | Rob Corn                 | Andy Berman, Nicole French y Marc Halsey                                            | 7 de enero de 2025        | 5.69                 |
| 9   | «The RAMs»                           | Alethea Jones            | Rob Thomas                                                                          | 14 de enero de 2025       | 5.79                 |
| 10  | «Chutes and Murders»                 | Eric Dean Seaton         | Kassia Miller                                                                       | 21 de enero de 2025       | 5.75                 |
| 11  | «The Sauna at the End of the Stairs» | Viet Nguyen              | Kat Sieniuc                                                                         | 28 de enero de 2025       | 4.77                 |
| 12  | «Partners»                           | Jennifer Getzinger       | Todd Harthan y Marc Halsey                                                          | 4 de febrero de 2025      | 4.84                 |
| 13  | «Let's Play»                         | James Roday Rodriguez    | Todd Harthan y Marc Halsey                                                          | 11 de febrero de 2025     | 5.16                 |

## Producción

### Desarrollo
En septiembre de 2022, ABC ordenó la producción del piloto de la serie titulada High Potential. El piloto está escrito por Drew Goddard. En mayo de 2023, ABC ordenó la producción de la serie. La serie está creada por Goddard, que desempeñará como productor ejecutivo junto a Sarah Esberg, Rob Thomas, Dan Etheridge, Pierre Laugier, Anthony Lancret, Jean Nainchrik y Alethea Jones. Jones dirigió el piloto. Se espera que Thomas también ejerza de showrunner. Se espera que Kaitlin Olson ejerza de productora. Las productoras involucradas en la serie involucran a Goddard Textiles, Spondoolie Productions, Itinéraire Productions, Septembre Productions y ABC Signature. En junio de 2024, se anunció que Thomas dejó de ser el showrunner de la serie, mientras que, Todd Harthan fue anunciado como el nuevo showrunner que también sirve como productor ejecutivo, en sustitución de Thomas. High Potential es la última serie de ABC Signature antes de que la división se fusionara con 20th Television el 1 de octubre de 2024. El 21 de enero de 2025, ABC renovó la serie para una segunda temporada.

### Casting
Tras el anuncio de la serie, se anunció que Olson, Daniel Sunjata, Javicia Leslie, Deniz Akdeniz, Amirah J, Matthew Lamb y Judy Reyes se unieron al elenco principal de la serie. En julio de 2024, se anunció que Garret Dillahunt se unió al elenco recurrente de la serie. El 21 de agosto de 2024, Taran Killam fue elegido para un papel recurrente.

## Emisión y lanzamiento
High Potential se estrenó el 17 de septiembre de 2024 a través de ABC. La serie está disponible posteriormente en Hulu. A nivel internacional, la serie se estrenará en Disney+.

## Recepción

### Respuesta crítica
En el sitio web de agregador de reseñas Rotten Tomatoes la serie tiene un índice de aprobación del 94%, basándose en 16 reseñas, con una calificación promedio de 6.90/10. El consenso crítico dice: «Con la inefable Kaitlin Olson a mano para inyectar un poco de personalidad punzante en una fórmula familiar, High Potential es un sólido procedimental con muchas ventajas.» En Metacritic, tiene una puntuación media ponderada de 70 sobre 100 basada en 13 críticas, lo que indica reseñas «generalmente favorables».

### Audiencia
| N.º | Título                               | Fecha de emisión         | ÍA (18–49) | Audiencia (millones) | DVR (18–49) | Audiencia DVR (millones) | Total (18–49) | Audiencia total (millones) | Ref(s) |
| --- | ------------------------------------ | ------------------------ | ---------- | -------------------- | ----------- | ------------------------ | ------------- | -------------------------- | ------ |
| 1   | «Pilot»                              | 17 de septiembre de 2024 | 0.35/6     | 3.59                 | —           | —                        | —             | —                          | [ 6 ]  |
| 2   | «Dancers in the Dark»                | 24 de septiembre de 2024 | 0.31/5     | 3.68                 | —           | —                        | —             | —                          | [ 7 ]  |
| 3   | «Dirty Rotten Scoundrel»             | 8 de octubre de 2024     | 0.34/5     | 3.78                 | —           | —                        | —             | —                          | [ 8 ]  |
| 4   | «Survival Mode»                      | 15 de octubre de 2024    | 0.33/4     | 3.36                 | 0.26        | 3.28                     | 0.59          | 6.60                       | [ 9 ]  |
| 5   | «Croaked»                            | 22 de octubre de 2024    | 0.29/4     | 3.60                 | 0.27        | 3.23                     | 0.56          | 6.83                       | [ 10 ] |
| 6   | «Hangover»                           | 29 de octubre de 2024    | 0.26/3     | 3.09                 | 0.31        | 3.41                     | 0.56          | 6.50                       | [ 11 ] |
| 7   | «One of Us»                          | 12 de noviembre de 2024  | 0.25/4     | 3.36                 | 0.29        | 3.40                     | 0.54          | 6.77                       | [ 12 ] |
| 8   | «Obsessed»                           | 7 de enero de 2025       | 0.50/6     | 5.69                 | 0.29        | 3.28                     | 0.78          | 8.73                       | [ 13 ] |
| 9   | «The RAMs»                           | 14 de enero de 2025      | 0.49/6     | 5.79                 | 0.28        | 3.29                     | 0.77          | 9.08                       | [ 14 ] |
| 10  | «Chutes and Murders»                 | 21 de enero de 2025      | 0.47/6     | 5.75                 | 0.27        | 3.17                     | 0.74          | 8.91                       | [ 15 ] |
| 11  | «The Sauna at the End of the Stairs» | 28 de enero de 2025      | 0.35/5     | 4.77                 | 0.20        | 3.11                     | 0.63          | 7.88                       | [ 16 ] |
| 12  | «Partners»                           | 4 de febrero de 2025     | 0.35/5     | 4.84                 | 0.34        | 3.51                     | 0.69          | 8.35                       | [ 17 ] |
| 13  | «Let's Play»                         | 11 de febrero de 2025    | 0.43/6     | 5.16                 | 0.32        | 3.45                     | 0.75          | 8.61                       | [ 18 ] |